# إيلان غيلون
إيلان غيلون (بالعبرية: אִילָן גִּילְאוֹן، من مواليد 12 مايو 1956) سياسي إسرائيلي يشغل حاليا منصب عضو في الكنيست عن حزب ميرتس.